# Retribution
A Retribution egy brit krimi, dráma mini sorozat, melyet Harry és Jack Williams készített a BBC számára. Eredeti címe One of us volt.  Nemzetközileg a Netflixen jelent meg. A 2017. évi Skót Királyi Televízió Társaság díjátadására a legtöbb jelölést kapta, míg Juliet Stevensont a sorozatban nyújtott alakításáért skót BAFTA díjra jelölték.
| Retribution (One of us) | Retribution (One of us)                  |
| ----------------------- | ---------------------------------------- |
| Műfaj                   | krimi, dráma                             |
| Forgatókönyv            | Harry és Jack Williams                   |
| Rendezte                | William McGregor                         |
| Zene                    | Dominik Scherrer                         |
| Származási ország       | Egyesült Királyság                       |
| Eredeti nyelv           | angol                                    |
| Évadok száma            | 1                                        |
| Epizódok száma          | 4                                        |
| Producer                | Christopher Aird, Colin Wratten          |
| Játékidő                | 60 perc                                  |
| Gyártotta               | Two Brothers Pictures BBC Scotland       |
| Forgalmazza             | All3Media                                |
| Eredeti megjelenés      | 2016. augusztus 23 – 2016. szeptember 13 |
| IMDb                    |                                          |

## Cselekmény
A történet Adam Elliot-tal és gyerekkori szerelmével Grace Douglas-szel kezdődik, akiket nászútjukról haza térvén brutálisan meggyilkolnak. A távoli skót magasföldeken lakó egymással szomszédos családjaikat teljesen összetörte a hír, ám a dolgok még sötétebb fordulatot vesznek, miután egy súlyosan sérült férfi – a feltételezett gyilkos – megjelenik náluk, miután autójával balesetet szenved az úton. 

## Szereplők
- Juliet Stevenson, mint Louise Elliot
- Joanna Vanderham, mint Claire Elliot
- Laura Frase, mint DI Juliet Wallace
- Joe Dempsie, mint Rob Elliot
- John Lynch, mint Bill Douglas
- Georgina Campbell, mint Anna
- Julie Graham, mint Moira Douglas
- Cristian Ortega, mint Jamie Douglas
- Louie O'Raw, mint (5 éves) Adam Elliot
- Maisie O'Raw, mint (5 éves) Grace Douglas
- Jeremy Neumark Jones, mint (felnőtt) Adam Elliot
- Kate Bracken, mint (felnőtt) Grace Douglas
- Owen Whitelaw, mint Lee Walsh
- Steve Evets, mint DS Andrew Barker
- Gray Lewis, mint Alastair
- Adrian Edmondson, mint Peter Elliot
- Kate Dickie, mint Sal
- Kae Alexander, mint Yuki
- Stuart Dutton, mint rendőr

## Epizód lista
| Epizód száma | Cím                 | Megjelenés dátuma |
| --- | ------------------- | ----------------- |
| 1 | The Storm           | 2016.08.23        |
| Kegyetlen kettősgyilkosság ténye sokkolja két Skócia elszigetelt térségében élő család életét. A tragédia következményeként szörnyű dilemmával kell szembenézniük, amikor a gyilkos egy viharos éjszaka megérkezik ajtajukhoz. Sorsa a kezükbe kerül. Döntés előtt állnak: irgalom vagy bosszú? |                     |                   |
| 2 | Beneath the Surface | 2016.08.30        |
| A Douglas és az Elliot család új dilemmával szembesül, amikor a rendőrség megérkezik Adam és Grace meggyilkolásával kapcsolatos nyomozás ügyében. Juliet tette nem várt, tragikus következményeket okoz.                                                                                        |                     |                   |
| 3 | Glenarvon Loch      | 2016.09.06        |
| A hazugságok és titkok napvilágot látnak Jamie döntése következtében. Robnak döntenie kell, kit védelmez. Juliet körül kezd szorulni a hurok elkövetett bűnei hatására. |                     |                   |
| 4 | Adam and Grace      | 2016.09.13        |
| Míg Rob előzetes letartóztatásban van, Claire tovább keresi a válaszokat, melyek a tragikus eseményeket okozták. Adam és Grace esküvői videója lehet a kulcs a rejtély megoldására? A megdöbbentő igazság szörnyűbb, mint azt elképzelték és örökre megváltoztatja a két család életét.         |                     |                   |

## Fogadtatás
Az első epizód kritikai fogadtatása pozitív volt. Joni Blyth a The Evening Standard-től úgy jellemezte, mintha „Tarantino találkozna Shakespeare-rel…Rómeó és Júlia, valamint az Aljas nyolcas keveréke. A fiatal szerelmesek konfliktust generálnak a két család között, akik a vihar során csapdába esnek egy gyilkossal. Már csak azt kell kideríteni, hogy egy Tarantino szerű mészárlással ér-e véget.” Ben Dowell a Radio Times-tól az első részt „okos, hűvös és eredeti thrillernek” és „megkapó négy részes sorozatot  ígérő első részként” jellemezte. Dowell a színészi munka dicséretével folytatta „első osztályú, még akkor is, ha a színészi játék nagy része frenetikus érzelmet igényel, míg a borzasztó történet kibontakozik”. A sorozat tónusát és stílusát illetően Phill Fisk is dicsérő szavakkal illette a The Guardian-tól „zord, komor thriller látens erkölcsi éllel”.